# Gold Cobra
Gold Cobra es el sexto álbum de estudio del grupo estadounidense de nu metal, Limp Bizkit. Lanzado el 28 de junio de 2011 por el sello Polydor Records e Interscope Records. Es el primer álbum de Limp Bizkit en siete años y el primero que reúne a la formación original del grupo, cuyo último trabajo juntos fue en el año 2000, el disco Chocolate Starfish and the Hotdog Flavored Water (ya que Results May Vary fue grabado sin Wes Borland y The Unquestionable Truth (Part 1) sin John Otto).

## Antecedentes
A mediados de 2008 comenzaron a circular rumores sobre un posible regreso de Limp Bizkit a los escenarios. Poco después, estos rumores fueron confirmados. En entrevistas iniciales, algunos miembros de la banda afirmaron que el guitarrista Terry Balsamo reemplazaría a Wes Borland. Sin embargo, Balsamo exigía un contrato por escrito, algo que el grupo no estuvo dispuesto a ofrecer, por lo que finalmente se descartó su participación.
Más adelante, la banda creó una cuenta oficial en Twitter. A pesar de no haber una confirmación formal en ese momento, se activaron cuentas a nombre de cada uno de los miembros, incluidos Borland y DJ Lethal, lo que sugería que el regreso de Borland era una posibilidad concreta. En ese mismo año, el bajista Sam Rivers declaró que la banda se encontraba en las primeras etapas de composición de canciones para su quinto álbum de estudio, el primero con material nuevo en siete años.
El 11 de febrero de 2009, Fred Durst publicó en su cuenta de Twitter el mensaje: “1am hora pacífica — limpbizkit.com esta noche”. Ese día, el sitio web oficial de la banda volvió a estar en línea por primera vez en años, y confirmó el regreso de Wes Borland. En una entrada de blog, Durst y Borland escribieron:

Hemos decidido que estamos más preocupados por el estado de la música heavy popular que por nuestras diferencias. Independientemente de dónde nos han llevado nuestros caminos, reconocemos que existe una energía única y fuerte en este grupo que no hemos encontrado en ningún otro lugar. Este es el motivo por el cual Limp Bizkit ha vuelto.

El 24 de agosto de 2009 marcó el inicio oficial de grabación de nuevo material, siendo primera vez desde el año 2000 que la banda trabajaba en estudio con su formación original.

## Lista de canciones
1. -  «(Introbra)» (ft. Gene Simmons of Kiss) - 1:20
2. -  «Bring It Back» - 2:17
3. -  «Gold Cobra» - 3:56
4. -  «Shark Attack» - 3:26
5. -  «Get A Life» - 4:55
6. -  «Shotgun» - 4:33
7. -  «Douche Bag» - 3:43
8. -  «Walking Away» - 4:45
9. -  «Loser» - 4:53
10. -  «Autotunage» - 5:00
11. -  «90.2.10» - 4:19
12. -  «Why Try» - 2:52
13. -  «Killer In You» - 3:47

Canciones adicionales
1. -  «Back Porch» - 3:23
2. -  «My Own Cobain» - 3:40
3. -  «Angels» - 3:21
4. -  «Middle Finger (ft. Paul Wall)» - 4:28
5. -  «Los Ángeles» - 3:27
6. -  «Combat Jazz» (ft. Raekwon) - 2:38

## Sencillos
- «Gold Cobra»
- «Autotunage (rumor)»
- «Shotgun»

## Posicionamiento en lista
| Gráfica (2011)                    | Pico de posición |
| --------------------------------- | ---------------- |
| Australian Albums Chart           | 12               |
| Austrian Album Chart              | 2                |
| Canadian Albums Chart             | 13               |
| Italia                            | 58               |
| German Albums Chart               | 1                |
| Polish Albums Chart               | 24               |
| Russian Albums Chart              | 3                |
| U.S. Billboard 200                | 16               |
| U.S. Billboard Digital Albums     | 11               |
| U.S. Billboard Rock Albums        | 3                |
| U.S. Billboard Alternative Albums | 2                |
| U.S. Billboard Hard Rock Albums   | 1                |
| U.S. Billboard Tastemaker Albums  | 21               |